# Gay Nineties
Gay Nineties est un terme nostalgique américain désignant une période de l’histoire des États-Unis, soit la décennie des années 1890. Au Royaume-Uni, cette décennie est connue sous le nom de Naughty Nineties et renvoie à une période incarnée par, entre autres, l’art soi-disant décadent d’Aubrey Beardsley, les pièces de théâtre pleines d’esprit d’Oscar Wilde, le procès de ce dernier et le début du mouvement des suffragettes,.
Malgré la connotation du terme, une partie de la décennie en question est marquée par une crise économique, laquelle s’est considérablement aggravée lorsque la panique de 1893 déclenche une dépression économique généralisée aux États-Unis qui perdurera jusqu’en 1896.

## Étymologie
Le terme a d’abord été utilisé dans les années 1920 aux États-Unis et aurait été créé par l’artiste Richard V. Culter, qui a publié une série de dessins dans le magazine Life intitulée The Gay Nineties. Il publie ensuite un livre de dessins du même nom.

## Histoire
Des auteurs tels qu’Edith Wharton et Booth Tarkington ont documenté, dans leurs romans, la grande vie des familles fortunées. Dans les années 1920, la décennie était perçue avec nostalgie comme une période de richesse précédant l’arrivée de l’impôt sur le revenu. Les chemins de fer, la crise agricole du sud des États-Unis ainsi que la prépondérance des États-Unis dans les marchés de l’Amérique du Sud et des Caraïbes indiquaient que les industriels du nord des États-Unis réussissaient très bien.
Dans les années 1930, une émission de radio nostalgique portait également ce nom, animée par Joseph E. Howard, un éminent compositeur de chansons populaires des années 1890. Il existait également un café new-yorkais, nommé le Bill’s Gay Nineties, dont la thématique portait sur les années 1890. Des années 1920 jusqu’aux années 1960, les cinéastes ont eu un intérêt nostalgique pour cette période, qui se manifeste dans les films Show Boat en furie, Lady Lou, Ce n’est pas un péché, La blonde framboise, Mon amie Sally, Les Années 90 (un dessin animé de Mickey Mouse), La Maîtresse de papa, Hello, Dolly! et Le ciel peut attendre.